# Аскодрути
Аскодрутите са били секта от еретици, която възникнала през 2 век. Те отхвърляли всякакво използване на тайнства, на принципа че нематериални неща не могат да бъдат съобщавани от неща които са видими и материални.
| „ | Те направиха съвършено Изкупление да се състои в Знанието за Вселенатата. | “ |